# UTC+00:20
Giờ UTC+0:20 được dùng tại Hà Lan từ năm 1909 đến năm 1940. Nó được biết đến như Giờ Amsterdam hay Giờ Hà Lan.
Múi giờ chính xác thực sự là GMT +0 giờ 19 phút 32,13 giây đến 17 tháng 3 năm 1937 thì nó được đơn giản hóa thành GMT +0 giờ 20 phút. Khi Đức chiếm đóng Hà Lan trong Chiến tranh thế giới thứ hai, Giờ Berlin được áp dụng, và giờ này được sử dụng từ đó đến bây giờ.